# 村上宣道
村上 宣道（むらかみ のぶみち、1933年10月6日 - ）は、日本の牧師、ラジオ牧師、神学校教師。

## 経歴
満洲国生まれ、山形県で育つ。東京聖書学院卒業、ウィリアム･ジェサップ大学およびゴールデンゲートバプテスト神学校にて学ぶ。
日本ホーリネス教団、坂戸キリスト教会協力牧師。太平洋放送協会名誉会長。山崎製パン元社外監査役。

## 著書
- 「ヨハネの手紙」『実用聖書注解』いのちのことば社、1995年
- 『使徒の働き』（新聖書講解シリーズ）、いのちのことば社、1983年
- 『恵みを受け継いで』